# グレゴリー・ベランジェ
グレゴリー・ベランジェ（Grégory Béranger, 1981年8月30日 - ）は、フランス・ニース出身の元サッカー選手。現役時代のポジションはDF（左サイドバック）。

## 経歴
フランスの下部リーグに属していたASカンヌから、2005年にスペインのセグンダ・ディビシオン（2部）のラシン・フェロルに移籍した。2007-08シーズンにはCDヌマンシアで37試合に出場して昇格の原動力になった。2008年7月、RCDエスパニョールに移籍したが、怪我に悩まされ、18試合の出場にとどまった。2009-10シーズンはセグンダ・ディビシオンのUDラス・パルマスへレンタル移籍した。
2010年6月、かつての恩師ゴンサロ・アルコナーダが率いるCDテネリフェへ2年契約で完全移籍した。

## 所属クラブ
- 2002-2003  Cagnes-sur-Mer
- 2003-2005  ASカンヌ
- 2005-2006  ラシン・フェロル
- 2006-2008  CDヌマンシア
- 2008-2010  RCDエスパニョール

2009-2010 → UDラス・パルマス (loan)
- 2010-2011  CDテネリフェ
- 2011-2013  エルチェCF